# الأهلي 13–0 الجونة
الأهلي 13-0 الجونة هي مباراة كرة قدم ضمن ثمن نهائي كأس مصر جمعت بين ناديي الأهلي والجونة، وانتهت بفوز الأهلي بنتيجة ثلاثة عشر هدفا مقابل لا شيء، وهي أكبر نتيجة في تاريخ كرة القدم المصرية، وكسر الأهلي بهذه المباراة الرقم القياسي الذي سجله الزمالك بفوزه على التاج الملكي بـ11-0 في كأس مصر 1929، والرقم الذي سجله المصري في الدوري المصري 1964 بفوزه على بني سويف بـ11-0.

## تفاصيل المباراة
توزعت الأهداف بين اللاعبين بالشكل الآتي: أحرز جون أنطوي 4 أهداف، أما عبد الله السعيد فسجل هدفين، وأحرز كل من أحمد فتحي ومحمد ناجي وحسام غالي وحسين السيد وماليك إيفونا ورمضان صبحي هدفا واحدا، وسجل شمس الدين سعيد هدفا في مرماه.
وكان الجونة قد خاض المباراة بفريق الناشئين تحت الـ18 عاما، كما شهدت المباراة مشاركة ناشئ الجونة زياد الصحيفي (الذي لا يتجاوز عمره الـ 14 عامًا) في الدقيقة 41 من زمن اللقاء، وقال المشرف العام على قطاع الكرة في الجونة أحمد الصحيفي «أن الفريق خاض المباراة بالناشئين تجنبا لعقوبات اتحاد الكرة المصري، وأن الجونة أراد توجيه رسالة للجميع بأن منظومة الكرة المصرية مليئة بالمشاكل والأزمات التي تحتاج إلى حل فوري وسريع».